# Bilaspur (distrikt i Chhattisgarh)
Bilāspur är ett distrikt i Indien.   Det ligger i delstaten Chhattisgarh, i den centrala delen av landet, 900 km sydost om huvudstaden New Delhi. Antalet invånare är 2 663 629. Arean är 8 270 kvadratkilometer. Bilāspur gränsar till Dindori.
Terrängen i Bilāspur är kuperad norrut, men söderut är den platt.
Följande samhällen finns i Bilāspur:
- Bilāspur
- Mungeli
- Ratanpur
- Takhatpur
- Kota
- Gaurela
- Lormi
- Pendra
- Ghutku